# Burg Ballenstein
Die Ruine der Burg Ballenstein (slowakisch Hrad Pajštún) befindet sich in der Gemeinde Borinka (deutsch: Ballenstein) nahe Bratislava in der Slowakei. Die Höhenburg liegt am westlichen Rand der Kleinen Karpaten auf einer Höhe von 486 m.

## Geschichte
Die genauen Ursprünge der Burg Ballenstein sind unklar. Einige Historiker betrachten die Burg als identisch mit der in Urkunden genannten Burg Stupava, da die Burg oberhalb des Dorfes Stupava liegt.
Ballenstein war Teil eines regionalen Burgsystems, das auf die Verteidigung der nordwestlichen Grenze des Königreichs Ungarn abzielte. Der ursprüngliche Name der Burg war wohl der deutsche Name Peilenstein. Der heutige slowakische Name Pajštún ist eine verfremdete Version dieses deutschen Namens. 
Eine der ersten urkundlichen Erwähnungen stammt aus dem Jahr 1314 in Verbindung mit dem Besitzer Otto von Telesprun.
Sicher ist, dass die Burg vor 1390 existierte, als Kaiser Siegismund sie der Familie Szentgyörgyi schenkte. Nach deren Aussterben im Jahre 1543 war die Burg für eine Weile im Besitz von Gašpar Serédy. Um 1550 kam sie in den Besitz des Pressburgers Eck Salm; anschließend ging sie an Mikuláš Pálffy und nach dessen Tod an seine Witwe Maria Fugger und seine drei Söhne. Sie blieb lange Zeit im Besitz der Grafen Pálffy, kam aber zuletzt an die Grafen Károlyi. 
Unter Pavol Pálffy wurde die Burg zwischen 1640 und 1645 von den bedeutendsten italienischen Architekten der Habsburgermonarchie ausgebaut. Filiberto Lucchese leitete den Ausbau, der den ursprünglichen Kern der Burg aus dem 13. Jahrhundert grundlegend veränderte. Etwa zur gleichen Zeit wurde auch das Schloss Stampfen in Stupava (Stampfen) wieder aufgebaut.

## Architektur
Die ursprüngliche mittelalterliche Burg stand auf dem oberen Plateau und nur ein Teil des Mauerwerks über der östlichen Klippe ist erhalten geblieben. Aus der Zeit des Wiederaufbaus im 16. Jahrhundert stammt die halbkreisförmige Kanonenbastion im nördlichen Teil der Befestigungsanlagen. Während des Wiederaufbaus von Palffy wurde das obere Plateau im Westen mit einem Palast abgeschlossen, vor dem sie eine Bastion errichteten. Von dieser Bauphase sind auf dem oberen Plateau des Schlosses die Überreste einer unterirdischen Zisterne aus Backsteinen erhalten geblieben, während vom südlichen Palast über der Felsmauer nur Bruchstücke von Mauerwerk erhalten sind.
Die Burggebäude sind in Fragmenten rund um den zentralen Innenhof erhalten geblieben. Teilweise sind Fenster, Erkerfenster, Eingänge, Mauerwerk mit Reliefbögen und Gewölbespuren zu erkennen. Eindrucksvoll sind die Auskragungen des ehemaligen Portals über dem Eingang mit spätrenaissanceverzierten Maskarons aus dem Jahr 1619, die durch ihre Vielfältigkeit den architektonischen Anspruch und die künstlerische Darstellung des Bauherrn erahnen lassen.

## Aufstieg
Als Ausgangspunkt für eine Wanderung zur Burg bietet sich der Parkplatz vor der Kirche in Borinka an. Gegenüber der Kirche beginnt eine rote Wandermarkierung. Der gesamte Aufstieg zur Burg dauert etwa 30–40 Minuten.